# Stephon Marbury
Stephon Xavier Marbury (New York, 20 febbraio 1977) è un ex cestista e allenatore di pallacanestro statunitense, professionista nella NBA e in Cina.

## Carriera
Proveniente dal quartiere di Coney Island nel distretto di Brooklyn e soprannominato Starbury; è stato considerato fin dall'adolescenza come una promessa per il futuro di New York, ed alla high school ed al college veniva visto come un possibile campione NBA.
Dopo un ottimo primo anno al college, giocando per la squadra di Georgia Tech, fu scelto nel draft NBA 1996 dai Milwaukee Bucks nel primo turno (quarta scelta assoluta), e poi scambiato con i Minnesota Timberwolves per Ray Allen e una futura scelta nel primo round del draft successivo.
Nella sua prima stagione NBA, Marbury segnò in media 15,8 punti e 7,8 assist a partita, e fu scelto nel 1997 per giocare nella squadra dei rookie all'NBA All-Star Game. Nel corso della sua carriera, Marbury ha giocato per i Minnesota Timberwolves, i New Jersey Nets, i Phoenix Suns, i New York Knicks e per i Boston Celtics. Negli anni passati a New Jersey, Marbury in un'occasione ha indossato un paio di scarpe con la scritta "all alone number 33" (numero 33, tutto solo) non proprio un segno di fiducia nelle potenzialità dei compagni.
Marbury è stato NBA All-Star nel 2001 e nel 2003. Conosciuto per la sua velocità, l'abilità nel palleggio e i canestri da sotto, è il secondo giocatore nella storia della NBA ad aver registrato almeno 20 punti e 8 assist in media a partita (Oscar Robertson è il primo, con 25,7 punti e 9,5 assist a partita). Tuttavia, a volte è stato definito un giocatore egoista per sua tendenza a preferire il tiro al passaggio per i compagni, e molte delle squadre in cui ha giocato non hanno ottenuto risultati stupefacenti. Tuttavia, con lo scambio che lo ha portato nella su città natale, New York, sperava di cambiare questa sfortunata successione. La speranza era che Marbury potesse condurre i Knicks verso l'era post-Patrick Ewing, e che la squadra potesse tornare di nuovo tra le squadre più forti della lega. In realtà così non è stato, e dopo anni di risultati insoddisfacenti tra Marbury e la società si è creata una frattura, divenuta insanabile dopo l'arrivo del nuovo head coach dei Knicks Mike D'Antoni. D'Antoni in questa stagione (2008-09) non ha mai fatto scendere in campo Marbury, affidando il ruolo di play titolare al neo-acquisto Chris Duhon, e nell'unica occasione in cui l'allenatore ha chiesto a Stephon di subentrare a partita in corso ha ottenuto un netto rifiuto. La situazione si è aggravata ulteriormente fino a quando, dopo aver cercato di inserire Marbury in ogni possibile scambio di mercato, i Knicks in data 24 febbraio 2009 decidevano di tagliare il giocatore.
Tre giorni dopo Marbury raggiungeva un accordo per giocare nei Boston Celtics, intravedendo la possibilità di vincere finalmente un campionato NBA con una delle squadre favorite e detentrice del titolo. In questa prospettiva (e a differenza di quanto accaduto negli ultimi tempi ai Knicks), Stephon ha accettato di partire dalla panchina come cambio di Rajon Rondo, il playmaker titolare.
Nel 2010 accetta un'offerta della squadra cinese dello Shanxi Zhongyu. Passa poi ai Foshan Dralions e successivamente ai Beijing Ducks (squadra nella quale fece una brevissima apparizione anche l'altra ex-stella NBA Steve Francis), con cui riesce a conquistare il titolo CBA 2011-12.
Marbury ha giocato anche nel Dream Team IV alle Olimpiadi del 2004, divenendo così un membro della squadra degli Stati Uniti che per la prima volta (dall'apertura ai professionisti avvenuta a Barcellona 1992) è tornata a casa senza l'oro, ma solo con una medaglia di bronzo.
Marbury inoltre si è fatto promotore – a suo dire ricordando quando da ragazzo non poteva permettersi di acquistare scarpe da basket di marca – di una linea di abbigliamento sportivo, venduto con marchio Starbury, con l'obiettivo di dare la possibilità anche ai meno abbienti di avere un paio di scarpe di alta qualità. I modelli di scarpe da basket Starbury (non venduti in Italia) sono stati nel tempo prezzati sul mercato statunitense 9,95 o 14,95 USD e secondo Marbury hanno prestazioni comparabili a quelle di scarpe di marca che costano tra i 100 e i 200 USD. Le Starbury sono state indossate da Marbury a partire dalla stagione 2006-2007 e successivamente adottate anche da Ben Wallace, che ha avuto una propria linea dedicata.

## Statistiche

### College
| Anno      | Squadra               | PG | PT | MP   | TC%  | 3P%  | TL%  | RP  | AP  | PRP | SP  | PP   |
| --------- | --------------------- | -- | -- | ---- | ---- | ---- | ---- | --- | --- | --- | --- | ---- |
| 1995-1996 | Georgia T. Yel. Jack. | 36 | 35 | 37,4 | 45,7 | 37,0 | 73,8 | 3,1 | 4,5 | 1,8 | 0,1 | 18,9 |
| Carriera  | Carriera              | 36 | 35 | 37,4 | 45,7 | 37,0 | 73,8 | 3,1 | 4,5 | 1,8 | 0,1 | 18,9 |

### NBA

#### Regular Season
| Anno      | Squadra            | PG  | PT  | MP   | TC%  | 3P%  | TL%  | RP  | AP  | PRP | SP  | PP   |
| --------- | ------------------ | --- | --- | ---- | ---- | ---- | ---- | --- | --- | --- | --- | ---- |
| 1996-1997 | Minnesota T'wolves | 67  | 64  | 34,7 | 40,8 | 35,4 | 72,7 | 2,7 | 7,8 | 1,0 | 0,3 | 15,8 |
| 1997-1998 | Minnesota T'wolves | 82  | 81  | 38,0 | 41,5 | 31,3 | 73,1 | 2,8 | 8,6 | 1,3 | 0,1 | 17,7 |
| 1998-1999 | Minnesota T'wolves | 18  | 18  | 36,7 | 40,8 | 20,5 | 72,4 | 3,4 | 9,3 | 1,6 | 0,3 | 17,7 |
| 1998-1999 | N.J. Nets          | 31  | 31  | 39,8 | 43,9 | 36,7 | 83,2 | 2,6 | 8,7 | 1,0 | 0,1 | 23,4 |
| 1999-2000 | N.J. Nets          | 74  | 74  | 38,9 | 43,2 | 28,3 | 81,3 | 3,2 | 8,4 | 1,5 | 0,2 | 22,2 |
| 2000-2001 | N.J. Nets          | 67  | 67  | 38,2 | 44,1 | 32,8 | 79,0 | 3,1 | 7,6 | 1,2 | 0,1 | 23,9 |
| 2001-2002 | Phoenix Suns       | 82  | 80  | 38,9 | 44,2 | 28,6 | 78,1 | 3,2 | 8,1 | 0,9 | 0,2 | 20,4 |
| 2002-2003 | Phoenix Suns       | 81  | 81  | 40,0 | 43,9 | 30,1 | 80,3 | 3,2 | 8,1 | 1,3 | 0,2 | 22,3 |
| 2003-2004 | Phoenix Suns       | 34  | 34  | 41,6 | 43,2 | 31,4 | 79,5 | 3,4 | 8,3 | 1,9 | 0,1 | 20,8 |
| 2003-2004 | N.Y. Knicks        | 47  | 47  | 39,1 | 43,1 | 32,1 | 83,3 | 3,1 | 9,3 | 1,4 | 0,1 | 19,8 |
| 2004-2005 | N.Y. Knicks        | 82  | 82  | 40,0 | 46,2 | 35,4 | 83,4 | 3,0 | 8,1 | 1,5 | 0,1 | 21,7 |
| 2005-2006 | N.Y. Knicks        | 60  | 60  | 36,6 | 45,1 | 31,7 | 75,5 | 2,9 | 6,4 | 1,1 | 0,1 | 16,3 |
| 2006-2007 | N.Y. Knicks        | 74  | 74  | 37,1 | 41,5 | 35,7 | 76,9 | 2,9 | 5,4 | 1,0 | 0,1 | 16,4 |
| 2007-2008 | N.Y. Knicks        | 24  | 19  | 33,5 | 41,9 | 37,8 | 71,6 | 2,5 | 4,7 | 0,9 | 0,1 | 13,9 |
| 2008-2009 | Boston Celtics     | 23  | 4   | 18,0 | 34,2 | 24,0 | 46,2 | 1,2 | 3,3 | 0,4 | 0,1 | 3,8  |
| Carriera  | Carriera           | 846 | 816 | 37,7 | 43,3 | 32,5 | 78,4 | 3,0 | 7,6 | 1,2 | 0,1 | 19,3 |
| All-Star  | All-Star           | 2   | 0   | 16,5 | 50,0 | 40,0 | 50,0 | 0,5 | 5,0 | 0,0 | 0,0 | 8,0  |

#### Play-off
| Anno     | Squadra            | PG | PT | MP   | TC%  | 3P%  | TL%  | RP  | AP  | PRP | SP  | PP   |
| -------- | ------------------ | -- | -- | ---- | ---- | ---- | ---- | --- | --- | --- | --- | ---- |
| 1997     | Minnesota T'wolves | 3  | 3  | 39,0 | 40,0 | 30,0 | 60,0 | 4,0 | 7,7 | 0,7 | 0,0 | 21,3 |
| 1998     | Minnesota T'wolves | 5  | 5  | 41,8 | 30,6 | 28,0 | 78,3 | 3,2 | 7,6 | 2,4 | 0,0 | 13,8 |
| 2003     | Phoenix Suns       | 6  | 6  | 45,3 | 37,5 | 22,7 | 75,8 | 4,0 | 5,7 | 1,2 | 0,0 | 22,0 |
| 2004     | N.Y. Knicks        | 4  | 4  | 43,5 | 37,3 | 30,0 | 68,0 | 4,3 | 6,5 | 1,8 | 0,0 | 21,3 |
| 2009     | Boston Celtics     | 14 | 0  | 11,9 | 30,3 | 25,0 | 100  | 0,9 | 1,8 | 0,1 | 0,0 | 3,7  |
| Carriera | Carriera           | 32 | 18 | 29,3 | 35,5 | 27,3 | 75,0 | 2,6 | 4,6 | 0,9 | 0,0 | 12,6 |

## Palmarès
- McDonald's All-American Game (1995)
- NCAA AP All-America Third Team (1996)
- NBA All-Rookie First Team (1997)
- 2 volte All-NBA Third Team (2000, 2003)
- 2 volte NBA All-Star (2001, 2003)
- Campionato cinese (2012, 2014, 2015)
- Trentunesimo per numero di assist di sempre NBA